# 程致宇
程致宇（Patrick Robert Chovanec，1970年2月14日—）是 Silvercrest资产管理公司的美国首席策略师，也是哥倫比亞大學國際公共事務學院的兼职教授。他曾任北京市清华大学工商管理学院教授以及美国共和党高级领导人的助手，他经常發表有關中国和全球经济的文章。他的博客被华尔街日报评为2010年“最佳经济学博客”之一。  2014年，商业内幕認為他是“你必须在 Twitter 上关注的 102 位金融人士”之一。 

## 外部鏈接
- Chovanec's official blog （页面存档备份，存于）
- Patrick Chovanec on Twitter （页面存档备份，存于）
- Patrick Chovanec's author page on Seeking Alpha （页面存档备份，存于）
- The Beijing Consensus: Fact or Fallacy （页面存档备份，存于） Speech by Patrick Chovanec at the Woodrow Wilson International Center for Scholars, June 30, 2011